# Компіляція Final Fantasy VII
Компіляція Final Fantasy VII (англ. Compilation of Final Fantasy VII) — медіафраншиза, створена компанією Square Enix. Представляє собою підсерію франшизи Final Fantasy, що складається з відеоігор, анімаційних фільмів і короткометражок, сюжет яких розгортається у всесвіті гри Final Fantasy VII (1997). Офіційний анонс франшизи відбувся у 2003 році, одночасно з новиною про розробку CGI-фільму «Остання фантазія 7: Діти пришестя». На той момент було заявлено, що до її складу увійдуть чотири гри та один анімаційний фільм. Крім цього, Square створила спін-офи та побічні проекти, включаючи книги, ігри для мобільних телефонів та OVA. «Діти пришестя» та мобільна гра Before Crisis: Final Fantasy VII (2004) є приквелом і сиквелом FFVII, а основна увага приділяється Клауду Страйфу, головному герою оригінальної гри, а також співробітникам спецслужби, відомої як Турки. Crisis Core: Final Fantasy VII (2007) фокусується на Заці Фейрі, другорядному персонажі FFVII, а в центрі сюжету Dirge of Cerberus: Final Fantasy VII (2006), що послідувала за подіями «Дітей пришестя», виявляється Вінсент Валентайн,.
Біля витоків серії стоять Йосінорі Кітасе, керівник розробки оригінальної гри, і Тецуя Номура, дизайнер основних персонажів. Номура виступив головним дизайнером кожного проекту серії. Також у роботі над франшизою взяли участь сценарист Кадзусіге Нодзіма, арт-директор Юсуке Наора та композитор Нобуо Уємацу. Відеоігри належать до різних жанрів, і жодна з них не є традиційною рольовою грою. Незважаючи на те, що першим компонентом серії мали стати «Діти пришестя», через проблеми у виробництві фільму на етапі пост-продакшену вихід мобільної гри Before Crisis відбувся раніше.
З основних ігор Before Crisis — єдина гра, яка так і не вийшла за межами Японії через проблеми із сумісністю з іноземними платформами. Загалом Компіляція Final Fantasy VII отримала змішані відгуки: критики високо оцінили графічну складову «Дітей пришестя», проте негативно висловилися про незрозумілий сюжет. У той час як Before Crisis та Crisis Core отримали високі оцінки, Dirge of Cerberus не дуже сподобалася ігровим журналістам. Презентацію Компіляції зустріли неоднозначно, що співробітники Square Enix пов'язали з падінням інтересу до серії Final Fantasy на Заході. Успіх Компіляції надихнув компанію на створення Fabula Nova Crystallis Final Fantasy, схожої ігрової підсерії.

## Проєкти
| 2004 | Before Crisis: Final Fantasy VII           |
| 2005 | Final Fantasy VII: Advent Children         |
| 2005 | Last Order: Final Fantasy VII              |
| 2005 | Final Fantasy VII Snowboarding             |
| 2006 | Dirge of Cerberus: Final Fantasy VII       |
| 2007 | Crisis Core: Final Fantasy VII             |
| 2008 |                                            |
| 2009 | Final Fantasy VII Advent Children Complete |
| 2010 |                                            |
| 2011 |                                            |
| 2012 |                                            |
| 2013 |                                            |
| 2014 | Final Fantasy VII G-Bike                   |
| 2015 |                                            |
| 2016 |                                            |
| 2017 |                                            |
| 2018 |                                            |
| 2019 |                                            |
| 2020 | Final Fantasy VII Remake                   |
| 2021 | Final Fantasy VII Remake Intergrade        |
| 2021 | Final Fantasy VII: The First Soldier       |
| 2022 | Crisis Core: Final Fantasy VII Reunion     |
| 2023 | Final Fantasy VII: Ever Crisis             |
| 2023 | Final Fantasy VII Rebirth                  |
| 2024 |                                            |
| TBA  | Final Fantasy VII Remake Part 3            |

### Відеоігри
- Before Crisis: Final Fantasy VII — рольова гра в жанрі екшн, що складається з 24 епізодів, що випускалися за допомогою щомісячної підписки[2][3]. З виходом бета-версії у 2004 році реліз гри для мобільних телефонів лінійки FOMA iMode відбувся 24 вересня 2004 року, а 30 січня та 5 квітня 2007 року гра вийшла на Softbank Yahoo! та AU EZweb[3][4]. Гра так і не вийшла на території західних країн, незважаючи на початкові плани творців[2].
- Dirge of Cerberus: Final Fantasy VII — гра в жанрі екшн з елементами шутера від першої та третьої особи. Спочатку в ній планувався багатокористувацький режим, однак його вирізали у версії для західних країн[5][6]. Dirge of Cerberus вийшла 26 січня, 15 серпня та 17 листопада 2006 року в Японії, Північній Америці та Європі відповідно. Розробники не були задоволені японської версією гри, тому переробили локалізовану версію перед її релізом[6]. Міжнародна версія зі внесеними до локалізованої версії поліпшеннями була випущена в Японії 11 вересня 2008 року в рамках лінійки Ultimate Hits[7]. Мобільний спіноф під назвою Dirge of Cerberus Lost Episode: Final Fantasy VII, дія якого розгортається під час оригінальної гри, був випущений 22 серпня 2006 в Північній Америці і 26 липня 2007 в Японії[8][9].
- Crisis Core: Final Fantasy VII — рольова гра в жанрі екшн. У Crisis Core гравець керує Заком Фейром. Бої розгортаються в реальному часі, що дозволяє гравцеві переміщувати Зака, активувати його здібності, атакувати чи блокувати атаки супротивників[10]. У Японії гра вийшла 13 вересня 2007, а 24 березня і 20 червня 2008 — в Північній Америці та Європі[11][12]. Наприкінці 2022 року вийшов ремастер гри під назвою Crisis Core: Final Fantasy VII Reunion для Microsoft Windows, Nintendo Switch, PlayStation 4, PlayStation 5, Xbox One і Xbox Series X/S[13].
- Final Fantasy VII Remake — рольова гра в жанрі екшн, розроблена та видана Square Enix та випущена для PlayStation 4 10 квітня 2020 року. Це перша гра в запланованій трилогії сиквелів, заснована на оригіналі 1997[14][15][16]. У червні 2021 року відбувся реліз розширеного видання під назвою Final Fantasy VII Remake Intergrade для PlayStation 5[17].
- Final Fantasy VII: The First Soldier — безкоштовна багатокористувацька гра в жанрі «королівська битва» для мобільних телефонів, випущена 17 листопада 2021 року. Дія гри, розробленої Ateam Inc. та виданої Square Enix, відбувається за 30 років до початку подій Final Fantasy VII. First Soldier фокусується на кандидатах на вступ до елітного підрозділу СОЛДАТ, створеного електроенергетичною компанією «Шин-Ра» для зміцнення своїх збройних сил. Бої у грі відбуваються у віртуальній реальності Мідгара, аналогічній системі віртуальної реальності та бойовому симулятору «Шин-Ра»[18][19]. Геймплей включає багатокористувацькі матчі 3 на 3 на арені, що поєднують традиційні для жанру елементи дій, з механікою RPG і елементами ігрового процесу Final Fantasy[20][19][21]. Через концепцію ігрового процесу в грі практично відсутній сюжет, проте досліджується сеттинг[17]. Незважаючи на регулярні оновлення, Square Enix припинила технічну підтримку гри 11 січня 2023[22].
- Final Fantasy VII: Ever Crisis — рольова відеогра. Реліз запланований на 2023 рік для платформ iOS та Android. Являє собою однокористувацьку гру, що складається з декількох епізодів, в яких переказуються події попередніх проектів Компіляції та розказуються нові[17][20].
- Final Fantasy VII Rebirth — рольова гра в жанрі екшн, розроблена та видана Square Enix, яка вийде на PlayStation 5 на початку 2024 року. Гра є другою частиною трилогії Remake, але при цьому залишається самостійною грою[23].

### Фільми
- " Остання фантазія VII: Діти пришестя " — задумана як перша частина збірки, яка, зрештою, вийшла другою, що представляє собою продовження FFVII, що вийшло на DVD. Реліз анімаційного CGI -фільму відбувся 14 вересня 2005 року в Японії, тоді як у Європі фільм вийшов 24 квітня 2006 року, а в Північній Америці — 25 квітня[24][25][26]. 3 квітня 2006 року відбувся єдиний західний показ у кінотеатрі «ArcLight» у Лос-Анджелесі[27]. Також існує режисерська версія фільму з підзаголовком Complete з покращеною графікою, новими сценами та перезаписаною озвучкою для англійської та японської версій[28][29]. У 2009 році Complete обзавівся ексклюзивним Blu-ray -релізом у Північній Америці (2 червня), в Європі (27 липня) та в Австралії (7 жовтня)[30][31]. До японського обмеженого видання також увійшла демо-версія майбутньої гри Final Fantasy XIII[32].
- Last Order: Final Fantasy VII — OVA, в якій детально розкривається руйнація міста Нібельхайм, що є ключовою подією FFVII. Last Order вийшов 14 вересня 2005 в Японії і 6 лютого 2007 в Північній Америці в комплекті зі спеціальним виданням «Дітей пришестя» під назвою Advent Pieces[25][33]. Тираж Advent Pieces налічував 77 777 екземплярів. В даний час OVA не доступна для придбання[34]. З виходом Remake Last Order було видалено з офіційного списку Компіляції[14].